# Сухая Терешка (приток Малой Терешки)
Сухая Терешка — река в России, протекает по Радищевскому району Ульяновской области. Устье реки находится на 26-м км правого берега реки Малая Терешка. Длина реки составляет 11 км. Площадь водосборного бассейна — 49,4 км².

## Данные водного реестра
По данным государственного водного реестра России относится к Нижневолжскому бассейновому округу, водохозяйственный участок реки — Терешка от истока и до устья. Речной бассейн реки — Волга от верховий Куйбышевского вдхр. до впадения в Каспий.
Код объекта в государственном водном реестре — 11010001912112100010332.